# Tętnica piersiowo-barkowa
Tętnica piersiowo-barkowa (łac. arteria thoracoacromialis) – w anatomii człowieka tętnica będąca gałęzią tętnicy pachowej. Odchodzi od niej krótkim i silnym pniem, przebija górną część powięzi obojczykowo-piersiowej i w obrębie trójkąta naramienno-piersiowego dzieli się zazwyczaj na cztery gałęzie. Zaopatruje głównie przednią ścianę jamy pachowej.
Gałęzie tętnicy piersiowo-barkowej:
- gałąź piersiowa – przeważnie więcej niż jedna, zstępują pomiędzy mięśniami piersiowymi zaopatrując je jak i mięsień zębaty przedni. Zespalają się z tętnicami międzyżebrowymi oraz z tętnicą piersiową boczną.
- gałąź barkowa – kieruje się bocznie pod mięśniem piersiowym większym i mięśniem naramiennym (zaopatrując te mięśnie) do przodu od wyrostka kruczego łopatki. Następnie przebija mięsień naramienny biorąc udział w wytworzeniu sieci barkowej.
- gałąź obojczykowa – niestała, biegnie ku górze i przyśrodkowo do stawu mostkowo-obojczykowego i mięśnia podobojczykowego. Zaopatruje obie te struktury.
- gałąź naramienna – często odchodzi wspólnym pniem z gałęzią piersiową. Biegnie w bruździe między mięśniem piersiowym większym i naramiennym towarzysząc żyle odpromieniowej. Zaopatruje oba te mięśnie.